# Дизель-шоу
«Дизель Шоу» (укр. Дизель Шоу) — украинское юмористическое концертное шоу от «Дизель Студио». Телевизионная версия концерта выходит на телеканале ICTV и является одним из самых рейтинговых проектов на этом канале.

## Жанр
Концерт «Дизель шоу» состоит из скетчей, сценок, зарисовок на тему семейных отношений, любви, конфликта поколений, актуальных, в основном, социальных событий в обществе, стране и мире. Принципиальная позиция — добрый юмор без политики. Но тем не менее свои принципы они часто нарушают, выпуская множество номеров на политическую тему.

## История
В 2015 году стартовал проект «Дизель шоу». Первый же эфир вывел «Дизель шоу» на конкурентные позиции.
Премьерное «Дизель шоу» создавали полтора месяца. Первые два концерта вышли в эфир 15 и 22 мая 2015 года.
В конце 2015 года «Дизель шоу» отправляется в первый гастрольный тур — концерты запланированы в Николаеве, Одессе, Херсоне. Однако первый тур оказывается не очень успешным, в Одессе даже приходится отменять концерт. Но команда не опускает руки и продолжает писать шутки и создавать номера.
На первую годовщину проекта, в апреле 2016 года, «Дизель шоу» собрал два аншлага подряд и закрепился в лидерах вечернего пятничного прайм-тайма.
С 8 февраля 2021 по 24 февраля 2022 «Дизель-шоу» выходило на российском канале «Че», но в связи с началом вторжения России на Украину «Дизель-шоу» прекратило выходить в России.
Начиная с 2022 года в связи с началом вторжения России на Украину «Дизель-шоу» переквалифицировалось из юмористических концертов, в юмористические «благотворительные» концерты.

### ДТП
20 октября 2018 года автобус с участниками шоу попал в ДТП. В нём пострадали Максим Нелипа, Егор Крутоголов, Яна Глущенко, Евгений Сморигин, Виктория Булитко, Александр Бережок, Евгений Гашенко, а Марина Поплавская погибла.

## Состав «Дизель-шоу»

### Основатели
- Егор Крутоголов
- Михаил Шинкаренко
- Алексей Бланарь

### Продюсеры
- Михаил Шинкаренко
- Алексей Бланарь

### Художественный руководитель
- Егор Крутоголов

### Актёрский состав
- Александр Бережок
- Виктория Булитко
- Евгений Гашенко[5]
- Яна Глущенко[6]
- Егор Крутоголов
- Евгений Сморигин — фронтмен команды КВН «ЧП».
- Дмитрий Танкович — с 2019 года. Капитан команды КВН «ЧП».
- Юлия Мотрук — с 2021 года. Была приглашена на «Дизель Студио»[7].
- Назар Заднепровский — с 2023 года. До 2023 года участвовал в отдельных концертах.
- Александр Ярема — с 2023 года. В 2022 году участвовал в отдельных концертах. Актёр телесериала «Папаньки» от «Дизель Студио».

### Бывшие артисты
- Виталий Гончаров — покинул шоу после первых двух выпусков.
- Ольга Арутюнян — заменяла находившуюся в декрете Яну Глущенко[8]; покинула шоу после возвращения Глущенко в строй.
- Марина Поплавская — погибла 20 октября 2018 года в ДТП, когда с командой ехала после выступления[9].
- Олег Иваница — принял решение покинуть шоу после гибели Марины Поплавской[10].
- Максим Нелипа — покинул шоу в 2019 году.
- Сергей Писаренко — был приглашённым актёром. С 2019 года стал участвовать в шоу на постоянной основе. Покинул проект 24 февраля 2022 года. Капитан команды КВН «Уездный город».
- Евгений Никишин — был приглашённым актёром. С 2019 стал постоянным участником шоу. Покинул проект 24 февраля 2022 года. Участник команды КВН «Уездный город».
- Марина Грицук — с 2019 года. Участница команды КВН «БГУ». Покинула проект 24 февраля 2022 года.
- Павел Алдошин — участвовал только в двух выпусках шоу в 2022 году, после чего покинул проект. Актёр 4 сезона телесериала «Папаньки» от «Дизель Студио».

## Авторы шоу
Авторский состав «Дизель-шоу» за всё время существования: Егор Крутоголов (команда КВН «Дизель»), Александр Бережок (команда КВН «Дизель»), Михаил Шинкаренко (команда КВН «Дизель»), Алексей Бланарь (команда КВН «Три толстяка»), Денис Заводовский, Дмитрий Зеленов (команда КВН «Тетрис»), Дмитрий Стародуб (команда Лиги Смеха "Генералы RK"), Дмитрий Кращенко (команда Лиги Смеха "Генералы RK"), Николай Бычков (команда КВН «Сборная КПИ»), Андрей Грищенко (команда КВН «Сборная КПИ»), Владимир Ботников (команда КВН «Сборная КПИ»), Евгений Мельников (команда Лиги Смеха "Генералы RK"), Игорь Коняев, Ярослав Ганыш, Денис Голышев (команда КВН «R2D2»), Виталий Гончаров, Вячеслав Кужим (актёр юмористического проекта «Шоу Братьев Шумахеров»), Сергей Войтович, Егор Саусь, Юрий Русин, Андрей Трубников (команда КВН «Винницкие перцы»), Святослав Марченко (команды КВН «Проект-05» и «Дюшес»).
После трагического ДТП 20 октября 2018 года, в котором погибла артистка Марина Поплавская, «Дизели» почти на три месяца приостановили концертную деятельность.
Первый концерт «Дизель-шоу» после перерыва — датирован 31 января 2019 года — в Полтаве, дальше — всеукраинские гастроли. Весной 2019 команда отправляется и в большой американский тур. Также артисты активно снимаются в других телевизионных проектах «Дизель Студио» — скетч-коме «На троих», сериалах «Папаньки», «Выжить любой ценой» и «Медфак».

## Конфликты
В мае 2021 года «Дизель-шоу» потребовал у #@)₴?$0 удалить сюжет, посвящённый антивакцинной позиции юмористов по отношению к COVID-19.
В декабре 2023 года вышел номер «Святой Николай против оккупантов», посвящённый встрече Рождества жителями временно оккупированных Россией украинских территорий. Номер вызвал негативную реакцию украинских социальных сетей, а издание «Детектор медиа» выпустило негативый обзор, где отметило следующие негативные моменты:
- отрицается принудительный характер паспортизации, а сохранение украинского паспорта представлено как не дающее никаких негативных последствий,
- российские военные намеренно недооцениваются, ибо изображены в виде алкоголиков и гомосексуалистов, в добавок имеющих одно имя — Иван.
- эпизод с появляющемся в конце под «Добрый вечер, мы из Украины» украинским солдатом, который побеждает россиян и сообщает «о работе по освобождению» — вселяет ложную надежду на скорейшую победу.

В ответ шеф-редактор «Дизель-шоу» Алексей Бланар и сыгравшая в номере актриса Виктория Булитко отметились оскорблениями в адрес недовольных номером.

## Награды и номинации
- 2016 — «Дизель-шоу» стало лауреатом премии «Телетриумф» в номинации «Юмористическая программа»[16][17].
- 2017 — Тур «Дизель-шоу» под названием «Весна смешна» (15.03 — 26.03 2017 года) внесен в Национальный реестр рекордов Украины в номинации «Самое большое количество концертов юмористического коллектива в рамках одного концертного тура»: 39 концертов в 27 городах Украины[18].
- 2017 — Бронза PromaxBDA Europe Awards. Телеканал ICTV стал бронзовым призёром престижного европейского конкурса PromaxBDA Europe Awards 2017 в номинации Programme Promotion — за проморолик осеннего сезона концертов «Дизель Шоу», в котором актёры «Дизель Студио» предстали в роли греческих богов[19].
- 2018 — «Дизель-шоу» номинировалось на премию «Телетриумф» как «Лучшая юмористическая программа»[20].